# 1976 en photographie
| Années de la photographie : 1973 - 1974 - 1975 - 1976 - 1977 - 1978 - 1979    |
| Décennies de la photographie : 1940 - 1950 - 1960 - 1970 - 1980 - 1990 - 2000 |

Cet article présente les faits marquants de l'année 1976 en photographie.

## Événements
- La matrice de Bayer, utilisée dans la plupart des appareils photographiques numériques, mise au point par Bryce Bayer, scientifique américain qui travaille chez Eastman Kodak, est brevetée[1].
- Bernd Becher est nommé professeur à l'Académie des beaux-arts de Düsseldorf en Allemagne, école d'art où il ouvre la première classe de photographie artistique ; son épouse  Hilla Becher y gère le laboratoire photographique[2] ; parmi leurs leurs élèves qui ont acquis à leur tour une notoriété, certains sont souvent désignés comme appartenant à l'École de photographie de Düsseldorf : Andreas Gursky, Thomas Ruff[3], Thomas Struth, Candida Höfer, Axel Hütte.
- Création à Berlin par le photographe Michael Schmidt de l'école de photographie Werkstatt für Photographie (de), qui a fonctionné jusqu'en 1986[4],[5].
- Création à Chicago du Musée de la photographie contemporaine (Museum of Contemporary Photography) par le Columbia College de Chicago.
- juin : Création du magazine français Chasseur d'images par Guy-Michel Cogné ; consacré à la photographie, il affiche une vocation fortement consumériste et se dote d'un laboratoire d'essais pour contrôler et tester le fonctionnement des appareils photographiques.
- En France, le Département des estampes de la Bibliothèque nationale devient Département des estampes et de la photographie.

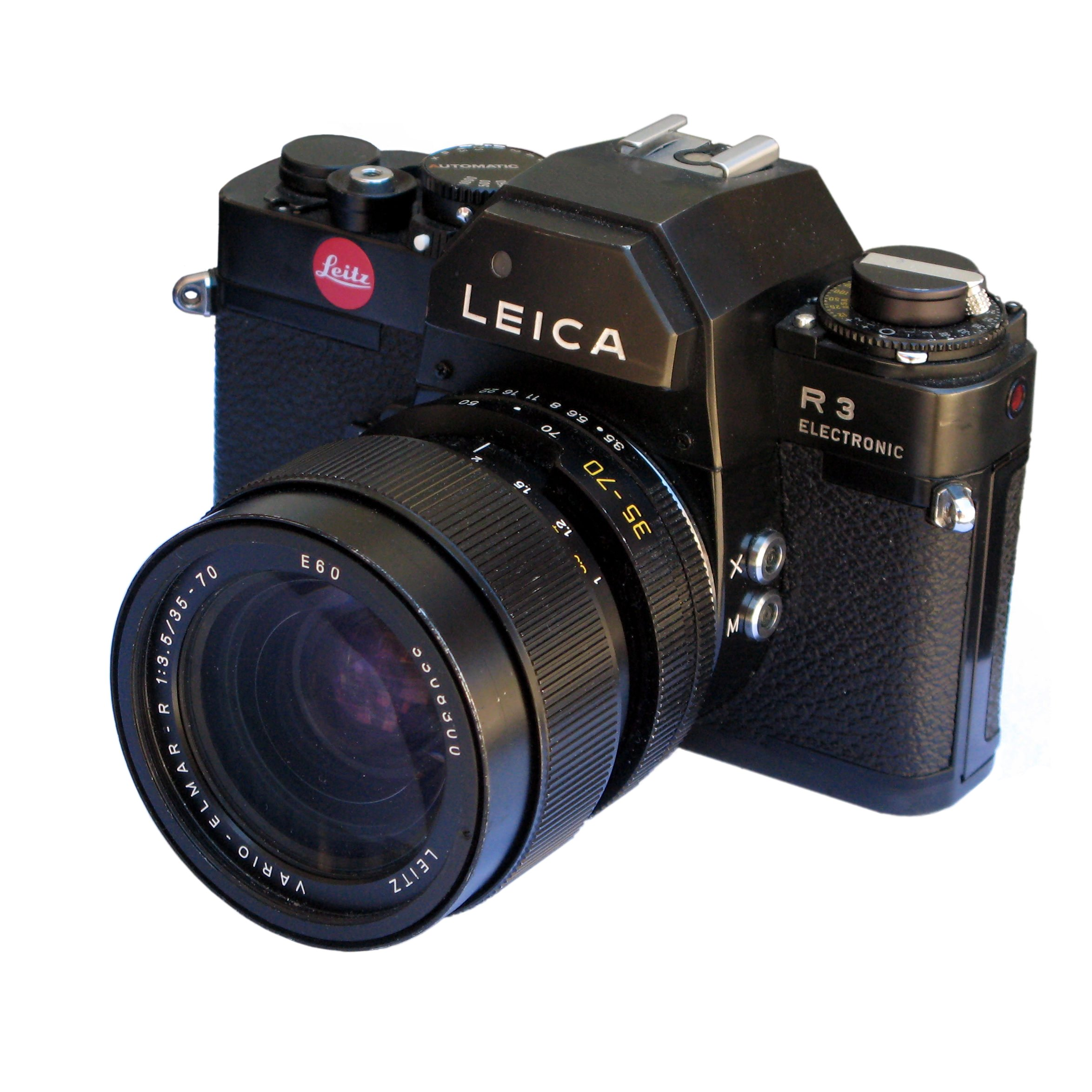
Leica R3.

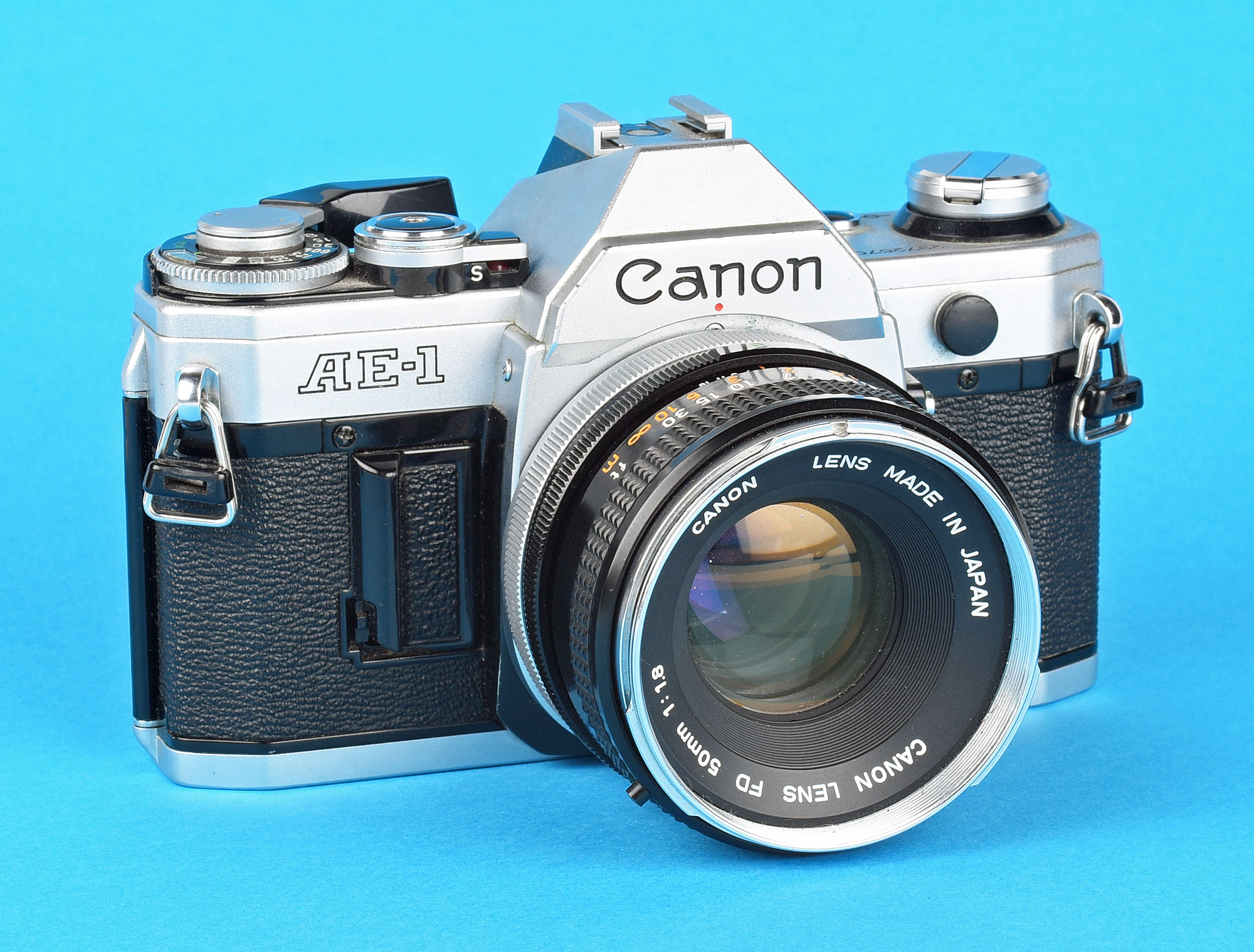
Canon AE-1.

- Création en Norvège de l'agence de photographie Samfoto (no).
- Création à New York de Contact Press Images, agence de photojournalisme, par le journaliste Robert Pledge et le photojournaliste David Burnett.
- Commercialisation par Leica du Leica R3, appareil photographique reflex mono-objectif 35 mm, premier modèle de la série Leica R.
- Commercialisation par Canon du Canon AE-1, appareil photographique reflex mono-objectif.

## Photographies notables
- 5 avril : Stanley Forman, The Soiling of Old Glory, photographie prise au cours d'une manifestation à Boston contre le busing pratiqué dans la ville : Theodore Landsmark, militant des droits civiques, noir, est agressé par un manifestant utilisant le drapeau américain comme une arme ; elle a contribué à briser l'idée selon laquelle le racisme n'existait que dans le Sud des États-Unis[6].
- 25 juillet : l'orbiteur Viking 1 survole Mars et prend la photographie d'une colline érodée dans le relief Cydonia Mensae ; certains passionnés de vie extraterrestre croient déceler, dans ce jeu d'ombres et lumière sur le relief, une structure artificielle qu'ils appellent « visage de Mars »[7].
- septembre : 
  - Martin Elliott (en), Tennis Girl, affiche photographique[8].
  - l'orbiteur Viking 1 prend des photographies d'Utopia Planitia, une plaine de Mars[9].

## Livres de photographies
- (en) Richard Avedon (préf. Harold Rosenberg), Portraits : a mediation on likeness, New York, Farrar, Straus and Giroux (ISBN 0-374-51412-7).
- Édouard Boubat, La Survivance, Paris, Mercure de France, 107 p.  (ISBN 2-71520-011-0)[10].
- Brassaï, Le Paris secret des années trente, Paris, Gallimard, 192 p.  (ISBN 2-07-010883-X)[10].
- (en) Judy Dater et Jack Welpott, Women and Other Visions, New York, Morgan & Morgan, Dobbs Ferry  (ISBN 978-0-87100-102-3)
- (en) André Kertész (préf. Hilton Kramer), Distortions, New York, Knopf (ISBN 9780394408903)

édition française sous le titre Distorsions la même année à Paris aux éditions Chêne, traduction de Robert Latour : première publication de la série de photographies réalisées en 1933.
- Erica Lennard, Les Femmes, les sœurs, texte d'Elisabeth Lennard, postface de Marguerite Duras, Paris, Éditions des Femmes, 1976, 64 p.  (ISBN 2-7210-0069-1).
- (en) Duane Michals, Real dreams : photostories, Danbury, Addison House, 125 p.  (ISBN 978-0-89169-005-4).
- (de) Leni Riefenstahl, Die Nuba von Kau, Munich, List, 224 p.  (ISBN 978-3-471-78521-8)

édition française : Les Nouba : des hommes d'une autre planète, traduction de Laurent Dispot, Paris, Chêne, 1976, 205 p.  (ISBN 2-85108-067-9).
- (en) Paul Strand Ghana: an African Portrait, texte de Basil Davidson, Naw York, Aperture.

## Études, essais, articles
- Chenz et Jeanloup Sieff, La Photo, Paris, Denoël (coll. « Collection connaissance et technique », 1976, 311 p.

## Expositions
- 28 avril - 18 juin : Photographie : Rochester, N.Y., Centre culturel américain, Paris[12].
- 24 mai - 1er août : William Eggleston, exposition organisée par John Szarkowski, au Museum of Modern Art (MoMA) de New York, dans laquelle la photographie couleur fait son retour au MoMA, quatorze ans après l'exposition Color Photography consacrée à Ernst Haas, présentée à l'automne 1962[13].
- 29 mai - 18 juillet 1976 : Florence Henri. Aspekte der Photographie der 20er Jahre, Westfälischer Kunstverein, Münster

puis 17 septembre - 7 novembre 1976 : Staatlichen Kunsthalle, Baden-Baden.
- 12 juin - 14 août : Une invention du XIXe siècle, expression et technique, la photographie : collections de la Société française de photographie, Bibliothèque nationale, Paris.
- 9 septembre - 22 octobre 1976 : Otto Steinert : der Initiator einer fotografischen Bewegung, Musée Folkwang, Essen.
- 23 octobre - 7 novembre : Hommage à Daguerre magicien de l'image, Musée Adrien Mentienne, Bry-sur-Marne : exposition organisée dans le cadre de la célébration du 125e anniversaire de la mort de Louis Daguerre[14].
- octobre - décembre : Rétrospective Blanc et Demilly, photographes à Lyon 1924-1964, Musée des Beaux-Arts de Lyon.
- 12 novembre - 9 janvier 1977 : Constantin Brâncuși. Der Künstler als Fotograf seiner Skulptur : eine Auswahl 1902-1943, Kunsthaus, Zurich

puis 18 mars - 15 mai 1977 : Städtische Galerie im Lenbachhaus, Munich.
- 2 décembre - 8 février 1977 : Harry Callahan, Museum of Modern Art (MoMA), New York[15].

## Festivals et congrès photographiques
- 2 juillet - 31 août : 7es Rencontres de la photographie d'Arles[16].
- 10 - 16 septembre : photokina à Cologne[17].

## Prix et récompenses
- Prix Niépce : Eddie Kuligowski, Claude Nuridsany et Marie Pérennou.
- Prix Nadar :  Georg Gerster, La Terre de l'Homme - Vues aériennes, Zurich, éd. Atlantis, 1975.
- Création du Prix Kodak de la critique photographique par la société Kodak pour promouvoir le talent de jeunes photographes professionnels. Premiers lauréats : Harry Gruyaert (1er prix) - Mentions : Patrice Beuret, Robert-Jean Chapuis, Antoine Rozés, Hervé Sellin.

- Médaille David-Octavius-Hill : non décernée.
- Prix Erich-Salomon : magazine Die Zeit.
- Prix culturel de la Société allemande de photographie : Rosemarie Clausen, Regina Relang et Liselotte Strelow.

- Prix Robert Capa Gold Medal : Catherine Leroy de l'agence Gamma, couverture de combats de rue à Beyrouth pour le Time[18].
- Prix Ansel-Adams : C. Scott Heppel.
- Prix Pulitzer de la photographie d'article de fond : photographes du Louisville Courier-Journal and Times, pour un reportage complet sur les transports scolaires dans les écoles de Louisville.
- Prix Pulitzer de la photographie d'actualité : Stanley Forman, Boston Herald-American, pour sa séquence sur un incendie à Boston le 22 juillet 1975 et la photographie Fire Escape Collapse (en) de la chute de l'échelle d'incendie entraînant une femme et sa fille dans sa chute.

- Prix Kimura Ihei : Kōshichi Taira.
- Création du prix Ina-Nobuo décerné à un photographe qui a tenu la meilleure exposition de l'année. Premier récipiendaire : Gashō Yamamura.

- Prix de la Société de photographie du Japon / prix annuel : 	Société des photographes professionnels du Japon / espoirs : Shin'ya Fujiwara, Issei Suda / contributions remarquables : Tōyō Miyatake.
- World Press Photo de l'année : Stanley Forman pour la photographie Fire Escape Collapse (en) prise à Boston : lors d'un incendie dans un immeuble d'habitation, l'escalier de secours s'effondre et entraîne une femme et sa fille dans sa chute[19].

## Naissances
- 18 mars : Stéphanie Lacombe, photographe portraitiste française, lauréate en 2010 du Prix Niépce.
- 14 avril : Vincent Munier, photographe animalier français, plusieurs fois lauréat du prix Wildlife Photographer of the Year.
- 8 juillet : Åsa Sjöström, photographe suédoise.
- 13 décembre : Géraldine Aresteanu, photographe franco-roumaine.

- Date précise inconnue ou non renseignée :
  - Nadim Asfar, photographe et cinéaste franco-libanais.
  - Julien Coquentin, photographe français.
  - Agnès Dherbeys, photojournaliste française, lauréate en 2011 du Prix Robert Capa Gold Medal.
  - Claudia Guadarrama, photographe documentaire mexicaine, lauréate en 2005 du prix Canon de la femme photojournaliste.
  - Stéphane Lavoué, photographe portraitiste français, lauréat en 2018 du Prix Niépce.
  - Jacob Aue Sobol, photojournaliste danois.

## Décès
- 11 février : Cosette Harcourt, photographe portraitiste française, cofondatrice du Studio Harcourt, née le 20 décembre 1900.
- 27 mars : Jos Le Doaré, photographe et éditeur français de cartes postales, actif en Bretagne, né le 19 avril 1904.
- 31 mars : Paul Strand, photographe et cinéaste documentaire américain, né le 16 octobre 1890.
- 23 juin : Imogen Cunningham, photographe américaine, née le 12 avril 1883.
- 15 septembre : Josef Sudek, photographe tchèque, né le 17 mars 1896.
- 18 novembre : Man Ray, peintre, photographe et réalisateur américain naturalisé français, né le 27 août 1890.
- 6 décembre : Jalón Ángel, photographe espagnol, né le 11 août 1898.
- Date précise inconnue ou non renseignée :
  - Mikhaïl Trakhman, photographe photojournaliste russe, né le 5 octobre 1918.

## Célébrations
Centenaire de naissance
- Édouard Belin
- Lucien Bull
- Miguel Faci Abad
- Gustave Gain
- Fred Hartsook
- Jean Jové
- Geórgios Prokopíou
- Marcel Rol
- August Sander
- François Antoine Vizzavona

Centenaire de décès
- Mads Alstrup
- Louis-Auguste Bisson
- Constant Delessert
- Philippe-Fortuné Durand
- Louis Legrand